# حميد الغيلاني
حميد جمعة سعد الله الغيلاني (4 مايو 1984) هو لاعب كرة قدم عماني يلعب في صفوف نادي السيب.

## روابط خارجية
- حميد الغيلاني على موقع الاتحاد الدولي (مؤرشف)  (الإنجليزية)
- حميد الغيلاني على موقع قاعدة بيانات كرة القدم.إي يو (الإنجليزية)
- حميد الغيلاني على موقع ناشيونال فوتبول تيمز (الإنجليزية)
- حميد الغيلاني على موقع Soccerway.com (الإنجليزية)
- حميد الغيلاني على موقع كووورة